# 巨人の星対鉄腕アトム
『巨人の星対鉄腕アトム』（きょじんのほしたいてつわんアトム）は、1969年9月6日に日本テレビ系列のバラエティ番組『前田武彦の天下のライバル』（土曜19:30 - 20:00）で行われた企画である。

## 概要
様々な芸能人のライバル同士がゲーム合戦を行う『前田武彦の天下のライバル』の、異色のアニメ合成回。当時『天下のライバル』直前の土曜19:00（読売テレビ制作枠）で放送され、人気上昇中の『巨人の星』と、かつてフジテレビ系列で放送された『鉄腕アトム』の、キャラ同士やファンの子供同士が戦うといった趣向。スタジオには双方の作品のファンの子供達が集合、そしてアニメパートでは、『巨人の星』と『鉄腕アトム』双方のキャラが共演した。日本におけるアニメのクロスオーバー作品では最古の部類に入り、原作者・出版社・アニメ製作会社が全て異なるという極めて珍しい作品でもある。
対戦は3回戦からなり、アニメパートでは「投手：星飛雄馬×打者：アトムの野球対決」と、「飛雄馬とアトムのマラソン対決」が行われ、スタジオパートでは子供達による風船割りや目隠しチャンバラ合戦が行われた。アニメスタッフは世界の違う二人の対決法の考案に苦労し、20分の動画部の制作費は当時の貨幣価値で600万円もかかったという。
アニメパート部分のフィルムは現存し、近年では2007年12月8日開催のイベント「手塚治虫ファン大会2007」で上映された。その後、2007年11月2日に発売されたDVD-BOX「巨人の星 特別篇 『父一徹』BOX」の特典映像として約５分の一部がDVD化されている。

## 司会
- 前田武彦
- うつみみどり（現：宮土理）

## 登場キャラクター

### 『巨人の星』より
- 星飛雄馬（声：古谷徹）
- 星一徹（声：加藤精三）
- 星明子（声：白石冬美）
- 伴宙太（声：八奈見乗児）
- 花形満（声：井上真樹夫）
- 左門豊作（声：兼本新吾）

伴は巨人の捕手、一徹は一般人としての登場、アームストロング・オズマはこの時期アニメではまだ登場していなかった。その一方で、この時期レギュラーキャラだった速水譲次は、当番組には登場していない。

### 『鉄腕アトム』より
- アトム（声：三輪勝恵）
- お茶の水博士
- ヒゲオヤジ
- ウラン

『アトム』側の声優はアトム以外は全て不明だが、すべてオリジナル版とは異なっている。

## スタッフ
- 演出・絵コンテ：富野喜幸（現：由悠季）[4]
- 作画監督：楠部大吉郎[4]
- アニメ制作：東京ムービー（『巨人の星』）、Aプロダクション（『巨人の星』、協力）、虫プロダクション（『鉄腕アトム』）
- 制作：日本テレビ[5]
- 制作協力：Aプロダクション[4]

## その他
- 『アトム』は11年後の1980年10月1日に、同局で第2作が放送される。
- またその第2作は、1981年1月2日に同局で放送された正月特番『番組対抗かくし芸大会』で、同時期放送されていた『太陽の使者 鉄人28号』『あしたのジョー2』（『巨人の星』と同じ梶原一騎作品）と、アニメでのパフォーマンスを出し物として登場させた。